# Philibertia fontellae
Philibertia fontellae är en oleanderväxtart som beskrevs av Goyder. Philibertia fontellae ingår i släktet Philibertia och familjen oleanderväxter. Inga underarter finns listade i Catalogue of Life.